# Lejtős
Lejtős (1899-ig Szverepecz, szlovákul Sverepec) község Szlovákiában, a Trencséni kerületben, a Vágbesztercei járásban.

## Fekvése
Vágbesztercétőltól 5 km-re délre, a Nagybiccsei- és az Illavai-medencék határán fekszik.

## Története
A régészeti leletek tanúsága szerint területén már a 9. században szláv település volt. A sírokban talált tárgyak a budatíni várban található Vágmenti Múzeumba kerültek.
1321-ben „Sverepecz” néven említik először. 1327-ben Szverepec a Viszolaji család birtoka, később Vágbeszterce tartozékaként a Podmaniczky és Szúnyogh családok az urai. 1369-ben „Suerepech”, 1396-ban „Zerepecz”, 1519-ben „Sverepec” alakban szerepel a korabeli forrásokban. 1598-ban 21 ház állt a községben. 1720-ban 16 adózója volt, közülük 9 zsellér. 1784-ben 56 házában 55 családban 340 lakos élt.
A 18. század végén Vályi András így ír róla: „SVEREPECZ. Tót falu Trentsén Várm., Viszelyhez fél mértföldnyire.”
1828-ban 53 háza és 519 lakosa volt, akik mezőgazdasággal, erdei munkákkal foglalkoztak.
Fényes Elek 1851-ben kiadott geográfiai szótárában így ír a faluról: „Szverepecz, tót falu, Trencsén vmegyében, Viszolaj fiókja; az országutban, 384 kath. lak., gr. Csáky család birja.”
A község pecsétje 1873-ból származik. A trianoni békéig Trencsén vármegye Illavai járásához tartozott.
1981-ig önálló község volt, akkor azonban Vágbesztercéhez csatolták. 1990-ben újra visszakapta önállóságát.

## Népessége
| Év:            | 1994. | 2004.   | 2014.    | 2024.    |
| -------------- | ----- | ------- | -------- | -------- |
| Emberek száma: | 1064  | 1102    | 1237     | 1404     |
| Eltérés:       |       | +3,57 % | +12,25 % | +13,50 % |

| Év:            | 2023. | 2024.   |
| -------------- | ----- | ------- |
| Emberek száma: | 1376  | 1404    |
| Eltérés:       |       | +2,03 % |

1880-ban 340 lakosából 322 szlovák, 8 német anyanyelvű és 10 csecsemő volt.
1910-ben 451 lakosából 446 szlovák, 3 német, 1 magyar és 1 más anyanyelvű volt.
2001-ben 1055 lakosából 1047 szlovák volt.
2011-ben 1130 lakosából 1114 szlovák volt.
2021-ben 1356 lakosából (+2) magyar, 1304 (+2) szlovák, 11 egyéb és 41 ismeretlen nemzetiségű volt.

## Nevezetességei
- A Szentháromság tiszteletére szentelt modern, római katolikus temploma 1990-ben épült.

## Külső hivatkozások
- Hivatalos oldal
- Községinfó
- Lejtős Szlovákia térképén
- E-obce Archiválva 2007. június 1-i dátummal a Wayback Machine-ben